# Bitam
Bitam is een stad (milieu urbain, ville) en gemeente (commune) in het noorden van Gabon. Het ligt in de provincie Woleu-Ntem en het ligt op 30 kilometer van de Kameroense grens. Het is de hoofdplaats van het departement Ntem. De stad had ongeveer 28.000 inwoners in 2013, die Ntoumou als moedertaal hebben.
De winkels in Bitam bieden een verscheidenheid aan lokale gerechten uit de provincie. Bezienswaardigheden zijn een groot marktplein en een klein museum.

## Economie
De teelt van rubber is de grootste in economische activiteit in de stad. Er zijn 2.000 hectare grote plantages van rubberbomen, waarvan er enkele honderden in het bezit zijn van de bevolking van de stad.
Vissen is de laatste decennia ook een groeiende economische activiteit geworden in Bitam.
Bitam heeft ook een vliegveld.

## Sport
De voetbalclub van de stad is US Bitam. Het speelde voor het eerst kampioen in 2003 en werd een topclub in Gabon. In het seizoen 2009/2010 veroverde het nogmaals de landstitel.

## Geboren
- Jérôme Efong Nzolo (1974), Belgisch scheidsrechter
- André Biyogo Poko (1993), voetballer